# 鴻海威斯康辛州工廠

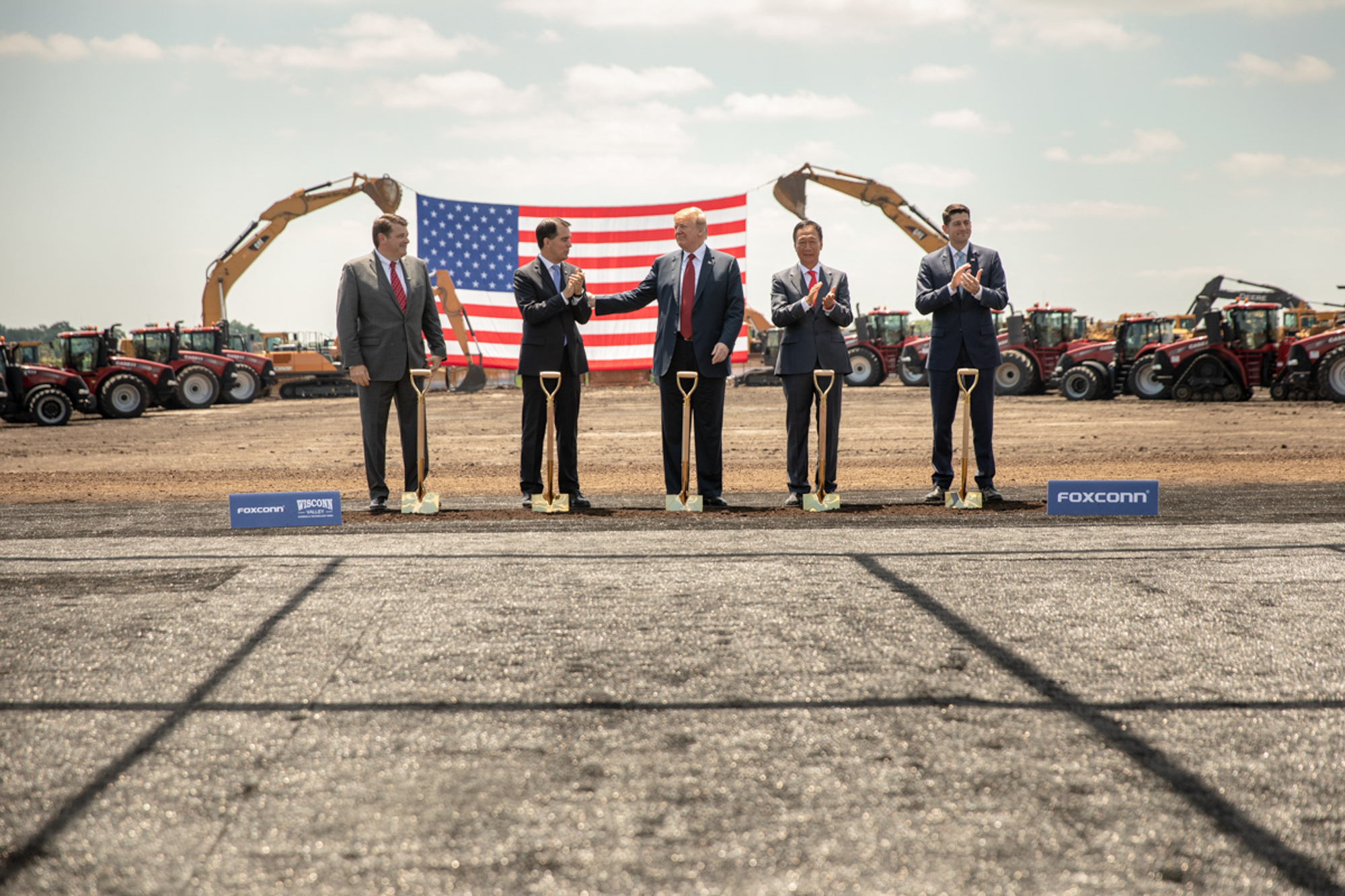
鴻海董事長郭台銘（右二）與美國總統川普（中）、眾議院議長萊恩（右一）、威斯康辛州州長沃克（左二）共同出席動土儀式。

鴻海威斯康辛州工廠 （英語：Foxconn in Wisconsin），是鴻海集團與威斯康辛州的協議，投資100億美元在威斯康辛州蒙特普萊森村的一家8K LCD面板廠。公告聲稱，工廠將僱用13,000名工人，公司將獲得30億美元的補貼。工廠將於2020年底開始生產。州政府和地方政府對基礎設施進行重大改善。國家每年都否認專案的稅收補貼。
工廠受到威斯康辛州州長斯考特·沃克和共和黨人的大力吹捧。川普總統在動工儀式上稱讚工廠。許多經濟學家對威斯康辛州的收益是否會超過威斯康辛州納稅人的交易成本表示懷疑。金額將是至今為止美國歷史上給予外國公司最大稅收優惠交易。環保主義者批評協議免除了威斯康辛州的環境問題，包括被授予廣泛的水權、清理場地、徵用權和拆除房屋。
2020年11月，富士康確認發展數據中心基礎設施和高性能計算能力。截至2021年1月，蒙特普萊森村建造了三個結構，一個120,000平方英尺的存儲設施，另一個100萬平方英尺的建築（93,000平方米），以及將容納網絡運營中心的球形結構。2021年3月，他們開始為少數客戶製造服務器和其他5G網絡設備。根據2021年4月宣布的新協議，富士康將計劃投資減少至6.72億美元，並新增1,454個工作機會。可用於專案的稅收抵免減少到800萬美元。

## 外部連結
- 威斯康辛州蒙特普萊森村 （页面存档备份，存于）
- 威斯康谷科技園 （页面存档备份，存于）